# Lachapelle-sous-Gerberoy
Lachapelle-sous-Gerberoy ist eine französische Gemeinde mit 159 Einwohnern (Stand 1. Januar 2022) im Département Oise in der Region Hauts-de-France. Die Gemeinde liegt im Arrondissement Beauvais und ist Teil der Communauté de communes de la Picardie Verte und des Kantons Grandvilliers.

## Geographie
Die Gemeinde liegt östlich von Gerberoy rund zwei Kilometer südöstlich von Songeons am rechten (südlichen) Ufer des Thérain an der Einmündung des Baches Tahier sowie der Mündung des Baches Ruisseau de Wambez. Von 1894 bis 1934 wurde die Gemeinde von der Eisenbahn bedient (Meterbahnstrecke von Milly-sur-Thérain nach Formerie). In dem Gemeindeteil nördlich des Thérain liegt an der D930 der Weiler Balleux.

## Geschichte
Das 1630 errichtete Schloss wurde 1956 abgebrochen; erhalten sind nur Reste der Umfassungsmauer.

## Einwohner
| 1962 | 1968 | 1975 | 1982 | 1990 | 1999 | 2006 | 2011 |
| ---- | ---- | ---- | ---- | ---- | ---- | ---- | ---- |
| 133  | 142  | 119  | 112  | 134  | 141  | 159  | 157  |

## Verwaltung
Bürgermeister (maire) ist seit 2001 Gaëtane Coussement.

## Sehenswürdigkeiten
- 2011 als Monument historique eingetragene[1] Kirche Notre-Dame mit quadratischem Turm, ein in seinen Proportionen bescheidener Bau, wie er für Kirchen des 11. und 12. Jahrhunderts repräsentativ ist, und Wandmalereien aus dem 14. Jahrhundert.[2]

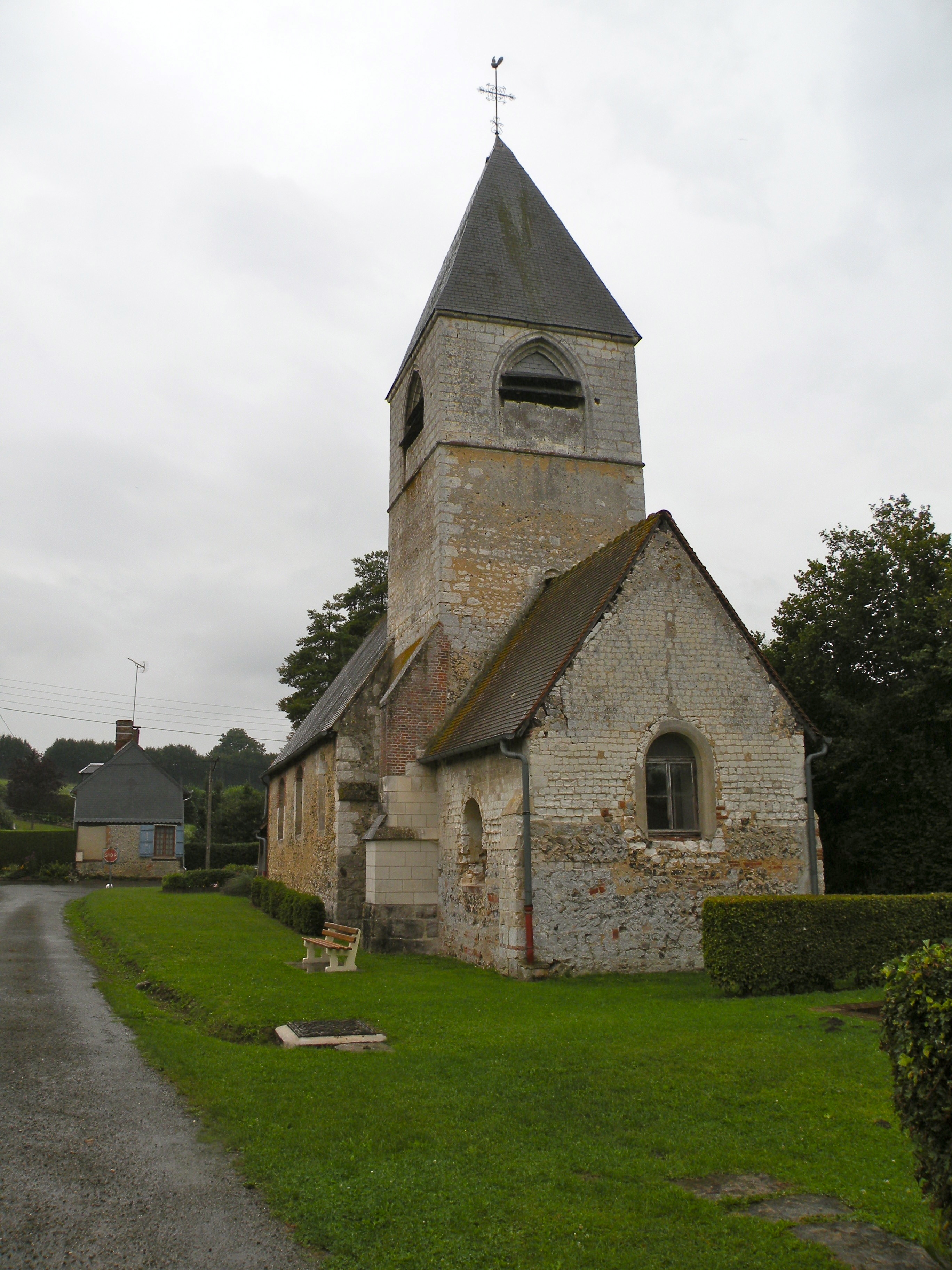
Kirche Notre-Dame